# Atala (equipo ciclista)
El Atala fue un equipo ciclista italiano fundado en 1908 y, a pesar de que con interrupciones, estuvo en funcionamiento hasta 1989.
Su historia se puede dividir en 3 claras partes.
De su fundación al 1908 hasta el 1919, destacaron ciclistas como Luigi Ganna, Carlo Galetti o Dario Beni. A la edición del 1912 del Giro de Italia, que se disputó por equipos, el Atala, integrado por Galetti, Giovanni Micheletto y Eberardo Pavesi se proclamó campeón. Ganna, también miembro del equipo, se tuvo que retirar durante la disputa de la quinta etapa.
De 1946 a 1962 hace falta mencionar nombres como Vito Taccone, Giancarlo Astrua, Bruno Monti o Nino Catalano.
El 1978, se volvió a crear. Primero con los nombres de Intercontinentale, Sapa o Magniflex-Olmo, hasta que el 1982 ya adoptó de nuevo el nombre Atala. Esta última etapa duró hasta el 1989.

## Corredor mejor clasificado en las Grandes Vueltas
| Año  | Giro de Italia           | Tour de Francia | Vuelta a España |
| ---- | ------------------------ | --------------- | --------------- |
| 1908 | X                        | -               | X               |
| 1909 | 3.º Luigi Ganna          | A               | X               |
| 1910 | 1.º Carlo Galetti        | -               | X               |
| 1911 | -                        | -               | X               |
| 1912 | 1.º                      | -               | X               |
| 1913 | -                        | -               | X               |
| 1914 | A                        | -               | X               |
| 1915 | X                        | X               | X               |
| 1916 | X                        | X               | X               |
| 1917 | X                        | X               | X               |
| 1918 | X                        | X               | X               |
| 1919 | X                        | X               | X               |
| 1920 | X                        | X               | X               |
| 1921 | X                        | X               | X               |
| 1922 | X                        | X               | X               |
| 1923 | 3.º Bartolomeo Aymo      | -               | X               |
| 1924 | X                        | X               | X               |
| 1925 | -                        | -               | X               |
| 1926 | X                        | X               | X               |
| 1927 | X                        | X               | X               |
| 1928 | -                        | -               | X               |
| 1929 | X                        | X               | X               |
| 1930 | X                        | X               | X               |
| 1931 | X                        | X               | X               |
| 1932 | 5.º Kurt Stoepel         | -               | X               |
| 1933 | X                        | X               | X               |
| 1934 | X                        | X               | X               |
| 1935 | X                        | X               | X               |
| 1936 | X                        | X               | X               |
| 1937 | X                        | X               | X               |
| 1938 | X                        | X               | X               |
| 1939 | X                        | X               | X               |
| 1940 | X                        | X               | X               |
| 1941 | X                        | X               | X               |
| 1942 | X                        | X               | X               |
| 1943 | X                        | X               | X               |
| 1944 | X                        | X               | X               |
| 1945 | X                        | X               | X               |
| 1946 | -                        | X               | -               |
| 1947 | -                        | -               | -               |
| 1948 | 4.º Vito Ortelli         | -               | -               |
| 1949 | 21.º Luciano Pezzi       | -               | X               |
| 1950 | 8.º Luciano Pezzi        | -               | -               |
| 1951 | 8.º Arrigo Padovan       | -               | X               |
| 1952 | 7.º Giancarlo Astrua     | -               | X               |
| 1953 | 17.º Arrigo Padovan      | -               | X               |
| 1954 | 5.º Giancarlo Astrua     | -               | X               |
| 1955 | 12.º Bruno Monti         | -               | -               |
| 1956 | 6.º Alessandro Fantini   | -               | -               |
| 1957 | 15.º Giancarlo Astrua    | -               | -               |
| 1958 | 25.º Giovanni Pettinati  | -               | -               |
| 1959 | 15.º Alfredo Sabbadin    | -               | -               |
| 1960 | 52.º Armando Casodi      | -               | -               |
| 1961 | 15.º Vito Taccone        | -               | -               |
| 1962 | 4.º Vito Taccone         | -               | -               |
| 1963 | X                        | X               | X               |
| 1964 | X                        | X               | X               |
| 1965 | X                        | X               | X               |
| 1966 | X                        | X               | X               |
| 1967 | X                        | X               | X               |
| 1968 | X                        | X               | X               |
| 1969 | X                        | X               | X               |
| 1970 | X                        | X               | X               |
| 1971 | X                        | X               | X               |
| 1972 | X                        | X               | X               |
| 1973 | X                        | X               | X               |
| 1974 | X                        | X               | X               |
| 1975 | X                        | X               | X               |
| 1976 | X                        | X               | X               |
| 1977 | X                        | X               | X               |
| 1978 | 24.º Giancarlo Casiraghi | -               | -               |
| 1979 | 11.º Marino Amadori      | -               | -               |
| 1980 | 10.º Leonardo Natale     | -               | -               |
| 1981 | 13.º Leonardo Natale     | -               | -               |
| 1982 | 33.º Giuseppe Lanzoni    | -               | -               |
| 1983 | 10.º Wladimiro Panizza   | -               | -               |
| 1984 | 11.º Wladimiro Panizza   | -               | -               |
| 1985 | 18.º Gerhard Zadrobilek  | -               | -               |
| 1986 | 41.º Gianni Bugno        | -               | -               |
| 1987 | 63.º Marco Vitali        | -               | -               |
| 1988 | 10.º Maurizio Vandelli   | -               | -               |
| 1989 | 85.º Rodolfo Massi       | -               | -               |

## Principales victorias

### Carreras de un día
- Giro de Lombardía
  - 1932: Antonio Negrini
  - 1961: Vito Taccone

### Grandes vueltas
- Tour de Francia
  - Etapas: (1 el 1932, 2 el 1955, 2 el 1956, 1 el 1958, 1 el 1959)

- Giro de Italia
  - Victoria final
    - 1909 - Luigi Ganna
    - 1910 - Carlo Galetti
    - 1912 - Equipo Atala (Carlo Galetti, Giovanni Micheletto, Eberardo Pavesi)

  - Clasificación por puntos:
    - 1984 - Urs Freuler

  - Clasificación de la montaña:
    - 1961 - Vito Taccone

  - Etapas: (3 el 1909, 7 el 1910, 3 el 1912, 3 el 1948, 3 el 1949, 3 el 1951, 1 el 1954, 3 el 1955, 3 el 1956, 3 el 1957, 4 el 1959, 1 el 1961, 1 el 1978, 3 el 1981, 3 el 1982, 3 el 1983, 4 el 1984, 4 el 1985, 3 el 1987, 1 el 1988)